# John Egerton, 2. Duke of Bridgewater

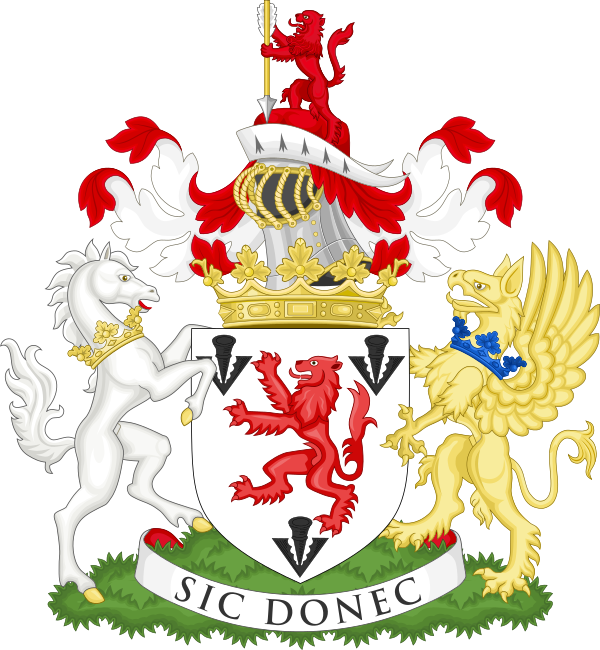
Wappen des John Egerton, 2. Duke of Bridgewater

John Egerton, 3. Duke of Bridgewater (* 29. April 1727; † 26. Februar 1748), war ein britischer Peer.

## Leben
Egerton war der dritte Sohn des Scroop Egerton, 1. Duke of Bridgewater, aus dessen zweiter Ehe mit Lady Rachel Russell, Tochter des Wriothesley Russell, 2. Duke of Bedford. Als jüngerer Sohn eines Duke führte er bis 1731 die Höflichkeitsanrede „Lord“ John Egerton. Nachdem seine älteren Brüder John 1719 und Charles 1731 gestorben waren, führte er als Heir apparent seines Vaters den Höflichkeitstitel Marquess of Brackley.
Im Alter von 17 Jahren beerbte er 1745 seinen Vater als 2. Duke of Bridgewater, 2. Marquess of Brackley, 5. Earl of Bridgewater, 6. Viscount Brackley und 6. Baron Ellesmere. Noch bevor er das 21. Lebensjahr und damit die Volljährigkeit erreichte, starb er 1748 an einem Fieber und wurde in Little Gaddesden in Hertfordshire begraben. Seine Adelstitel fielen an seinen jüngsten Bruder Francis Egerton als 3. Duke of Bridgewater.